# Leonhard Koppelmann

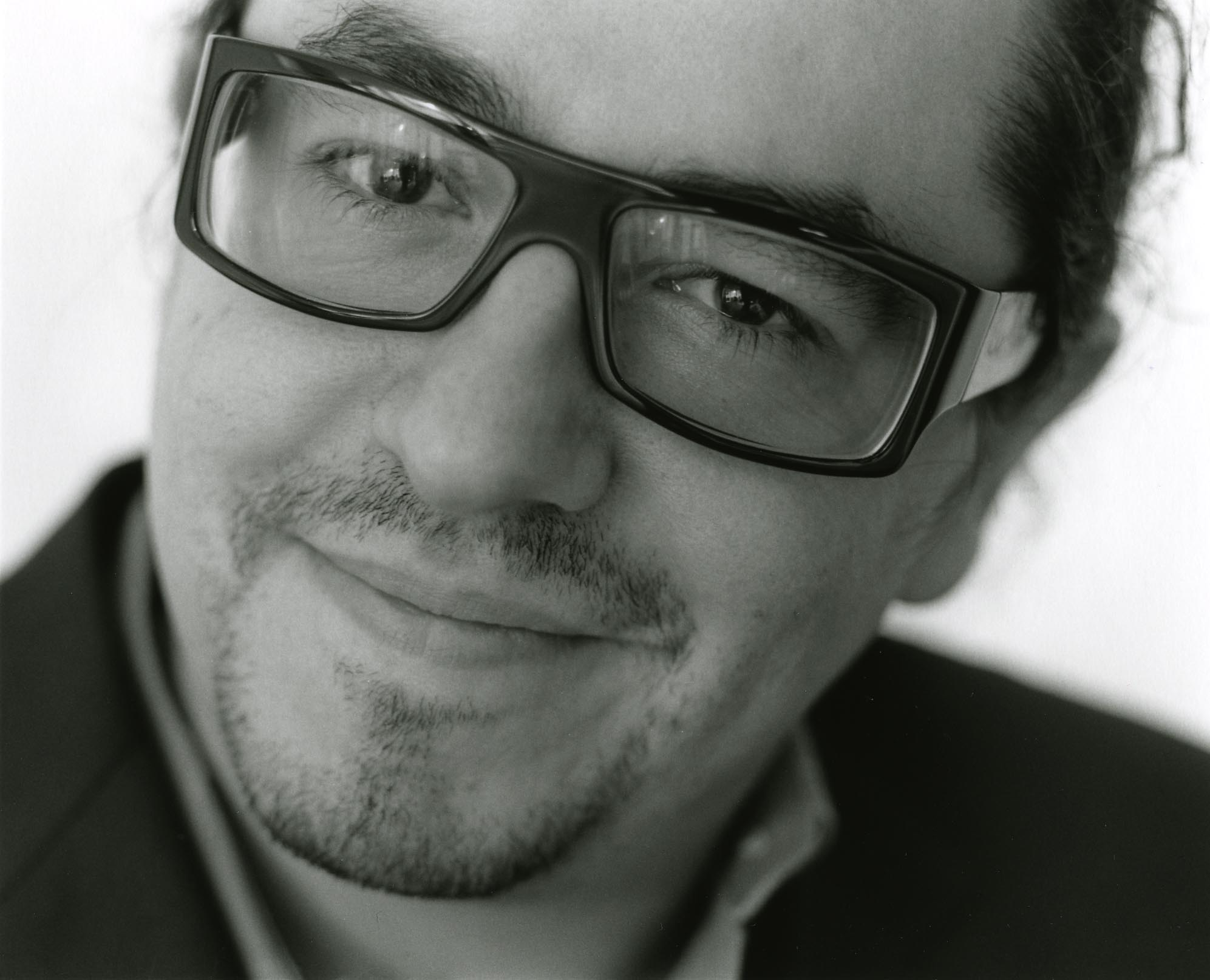
Leonhard Koppelmann (2005)

Leonhard Koppelmann (* 1970 in Aachen) ist ein deutscher Hörspiel- und Theaterregisseur.

## Leben
Leonhard Koppelmann war nach dem Abitur von 1989 bis 1995 Regieassistent bei WDR und NDR.

### Theater
Von 1991 bis 1995 studierte er Theaterregie an der Universität Hamburg, u. a. bei Jürgen Flimm und arbeitete anschließend als Regieassistent am Thalia-Theater Hamburg, u. a. bei Jürgen Flimm, Jürgen Gosch und Sven-Eric Bechtolf. 1997 bekam er den Gertrud-Eysoldt-Preis als bester Nachwuchsregisseur für die Inszenierung von Lessings Die Juden am Thalia-Theater Hamburg. Weitere Inszenierungen folgten, u. a. „Angriffe auf Anne“ von Martin Crimp und „Andy Warhol – Putzen auf Amerikanisch“. Zuletzt inszenierte er zusammen mit Peter Jordan „The Queen’s Men“ und „Schwejk“ am Düsseldorfer Schauspielhaus sowie „Märchen im Grand-Hotel“ am Staatstheater Mainz. Zusammen mit Daniel Hope realisierte er 2018 eine textliche Neufassung (Peter Jordan) von Igor Strawinskys „Geschichte vom Soldaten“ für die Philharmonie Essen.

### Hörspiel
Nach Assistenzen bei den Hörspielregisseuren Heinz von Cramer, Walter Adler und Norbert Schaeffer begann er ab 1993 auch als Hörfunkautor zu schreiben: Features, Kinder- und Jugendhörspiele und Krimis. Bekannt geworden ist er vor allem als Hörspielregisseur.
Neben den großen Literaturadaptionen von Thomas Mann, Wolfgang Koeppen oder Max Frisch, seinen „dokumentarisch-dramatischen“ Arbeiten, die häufig in enger Zusammenarbeit mit renommierten Journalisten entstehen (z. B. „Rommel“, „Mit Bestien spielt man nicht“ oder „Klaus Barbie – Begegnung mit dem Bösen“) nehmen Live-Hörspiele eine besondere Stellung in seinem Werk ein. So entstanden in diesem Zwischenbereich von Theater und Hörspiel u. a. bisher Live-Adaptionen von „Fantômas“ mit dem WDR, des Musicals „Billy Bishop steigt auf“ am Badischen Staatstheater Karlsruhe, Jurek Beckers „Wir sind auch nur ein Volk“ am Staatsschauspiel Dresden oder zusammen mit Bastian Pastewka eine Hommage an die Straßenfeger der 50er Jahre mit Francis Durbridges „Paul Temple und der Fall Gregory“. Zuletzt zusammen mit Bela B und Rainer Brandt „Sartana – Noch warm und schon Sand drauf!“, von Jan Weiler „Eingeschlossene Gesellschaft“, von Jan Wagner „Gold. Revue“ jeweils am Düsseldorfer Schauspielhaus und „Frankenstein“ nach Mary Shelley mit dem WDR-Funkhausorchester.

### Auszeichnungen

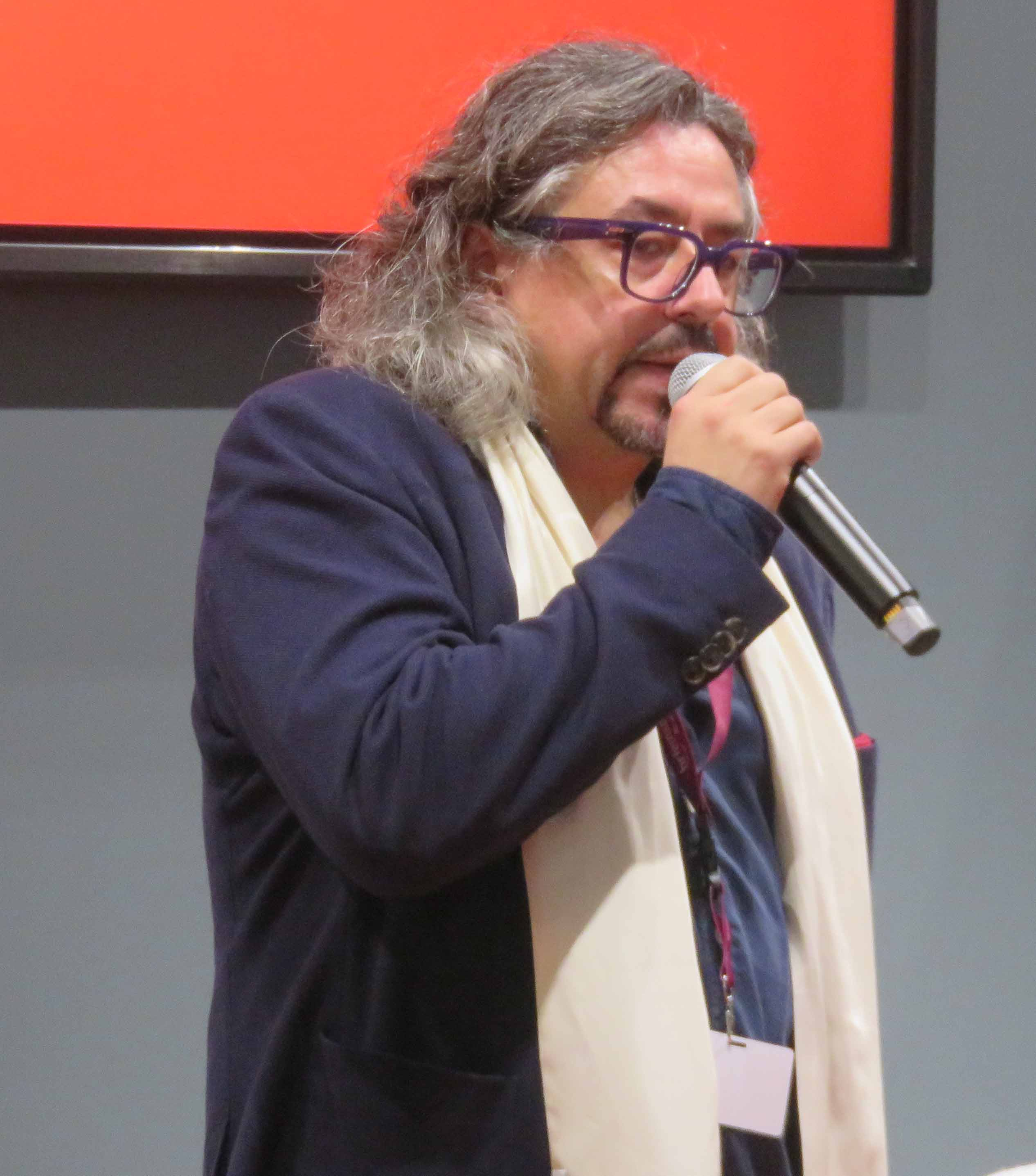
Leonhard Koppelmann (2019)

2004 wurde seine Inszenierung des Stücks Für eine bessere Welt … von Roland Schimmelpfennig als Hörspiel des Jahres ausgezeichnet. 2013 wurde ihm für die Hörspieladaption von „Der Hundertjährige der aus dem Fenster stieg“ der Deutsche Hörbuchpreis verliehen. 2016 wurde sein Hörspiel „Manhattan Transfer“ (6 CDs, Hörbuch Hamburg/SWR2, DLF) zum „Hörbuch des Jahres 2016“ der hr2-Hörbuchbestenliste gekürt. 2017 erhielt er den Deutschen Hörbuchpreis in der Kategorie „Bestes Hörspiel“ für Frank Witzels „Die Erfindung der Roten Armee Fraktion durch einen manisch-depressiven Teenager im Sommer 1969“, 2019 den WDR-Publikumspreis für „Tod unter Lametta“ von Kai Magnus Sting. 2021 wurde „Der zweite Schlaf“ als „Bestes Hörspiel“ mit dem Kurd-Laßwitz-Preis ausgezeichnet; Koppelmann führte Regie. 2024 erhielt er für das Podcastformat „V13 – Die Terroranschläge in Paris“ den Robert-Geisendörfer-Preis.

## Werke

### Übersicht
Koppelmann hat bei über 250 Hörspielen Regie geführt und war in knapp 100 Produktionen als Autor oder Bearbeiter tätig. Abkürzungen:
- (BEA, R) Bearbeitung und Regie
- (CD) als CD und/oder MC im Handel
- (Co-AUT) Originalautor in Partizipation
- (nur BEA) nur Bearbeitung
- (nur CO-AUT) nur Co-Autorenschaft
- (R) Regie

Mit einem Preis ausgezeichnete Produktionen sind mit einem Stern* gekennzeichnet (Hörspiel des Monats, Hörbuch des Monats und Prix Marculic).

### Liste (Auswahl)
- 1997: Der Messias vom Stamme Efraim*; A: Moische Kulbak (BEA, R) (CD) WDR
- 1998: Das Wittgenstein Programm* (2 Teile); A: Philip Kerr (BEA, R) (CD) NDR
- 1999: Die Säulen der Erde (9 Teile); A: Ken Follett (BEA, R) (CD) WDR
- 2000: Valparaiso*; A: Don DeLillo (BEA, R) WDR
- 2001: Elementarteilchen* (2 Teile); A: Michel Houellebecq (BEA, R) (CD) WDR
- 2002: Baudolino (8 Teile); A: Umberto Eco (BEA, R) CD SWR
- 2003: Schundroman*; A: Bodo Kirchhoff (R) (CD) SWR
- 2004: Für eine bessere Welt*; A: Roland Schimmelpfennig (R) hr/SWR
- 2004: Orlando Furioso (Der rasende Roland)* (6 Teile); A: Ludovico Ariosto (BEA, R) (CD) WDR
- 2005: Wassermusik* (4 Teile); A: T.C. Boyle (BEA, R) (CD) NDR
- 2005: Reise zum Mittelpunkt der Erde* (2 Teile) in 5.1; A: Jules Verne (BEA, R) (CD+DVD) MDR/RBB
- 2005: Kabale und Liebe nach Friedrich Schiller, Hörspielbearbeitung mit Birgit Minichmayr, Ilja Richter, Walter Kreye, Heide Böwe, Thomas Fritz, ISBN 978-3-86610-177-7 MDR
- 2006: Der Hofmeister oder Vorteile der Privaterziehung nach Jakob Michael Reinhold Lenz, Hörspielbearbeitung mit Boris Aljinovic, Horst Hiemer, Hille Darjes, Carmen Birk, Heide Böwe, Thomas Fritz, ISBN 978-3-86610-179-1 SWR/MDR
- 2006: Der zerbrochne Krug nach Heinrich von Kleist, Hörspielbearbeitung mit Wolf-Dietrich Sprenger, Hilmar Eichhorn, Winfried Glatzeder, Jutta Hoffmann, Heidemarie Böwe, Thomas Fritz, ISBN 978-3-86610-178-4 SWR/MDR
- 2006: Die Räuber nach Friedrich Schiller, Hörspielbearbeitung mit Hans-Michael Rehberg, Alexandra Henkel, Oliver Stokowski, Wolfgang Pregler, Sylvester Groth, Oliver Mallison, Frank Stöckle, Martin Bross, Andreas Grothgar, Timothy Peach, Lucas Gregorowicz, Horst Hildebrandt, Friedrich von Bülow, Hubertus Gertzen, ISBN 978-3-86610-175-3 SWR/MDR
- 2006: Emilia Galotti nach Gotthold Ephraim Lessing, Hörspielbearbeitung mit Fritzi Haberlandt, Max von Pufendorf, Hille Darjes, Hans-Michael Rehberg, ISBN 978-3-86610-172-2 SWR/MDR
- 2006: Iphigenie auf Tauris nach Johann Wolfgang von Goethe, Hörspielbearbeitung mit Ulrike Krumbiegel, Hilmar Thate, Philipp Hochmair, Boris Aljinovic, Heide Böwe, Thomas Fritz, ISBN 978-3-86610-181-4 SWR/MDR
- 2006: Prinz Friedrich von Homburg nach Heinrich von Kleist, Hörspielfassung mit Peter Fitz, Corinna Kirchhoff, Lavinia Wilson, Ulrich Noethen, Matthias Habich, Felix von Manteuffel, Robert Dölle, Wanja Mues, Gerd Andresen, ISBN 978-3-86610-174-6 SWR/MDR
- 2006: Urfaust nach Johann Wolfgang von Goethe, Hörspielfassung mit Ulrich Matthes, Katharina Schüttler, Traugott Buhre, Heide Böwe, Thomas Fritz, ISBN 978-3-86610-180-7 SWR/MDR
- 2006: Woyzeck nach Georg Büchner, Hörspielbearbeitung mit Werner Wölbern, Sandra Hüller, Bernhard Schütz, Klaus Schmitz, Hans-Michael Rehberg, Alexandra Henkel, Oliver Stokowski, Wolfgang Pregler, ISBN 978-3-86610-176-0 SWR/MDR
- 2006: Stella nach Johann Wolfgang von Goethe, Hörspielbearbeitung mit Sibylle Canonica, Dagmar Manzel, Oliver Stokowski, Jule Böwe, Klaus Schmitz, ISBN 978-3-86610-173-9 SWR/MDR
- 2007: Doktor Faustus* (10 Teile); A: Thomas Mann (BEA,R) (CD) hr/BR
- 2007: Ulrike Maria Stuart (3 Teile); A: Elfriede Jelinek (R) BR
- 2008: Maria, ihm schmeckt’s nicht!: A: Jan Weiler (BEA,R) (CD: der Hörverlag, ISBN 978-3-86717-190-8)
- 2009: Tauben im Gras* (2 Teile); A: Wolfgang Koeppen (BEA,R) (CD) hr/WDR/SWR
- 2009: Der Tod in Rom* (2 Teile); A: Wolfgang Koeppen (BEA,R) (CD) hr/WDR/SWR
- 2010: Rechnitz; A: Elfriede Jelinek (BEA,R) BR
- 2011: Montauk; A: Max Frisch (BEA, R) DRS/SWR
- 2011: Nichts. Was im Leben wichtig ist (Studioversion); A: Janne Teller (BEA, R)
- 2012: Alles über Sally; A: Arno Geiger (BEA R) (CD) SWR
- 2013: Der Hundertjährige, der aus dem Fenster stieg und verschwand*; A: Jonas Jonasson (4 Teile) (R) (CD: der Hörverlag, ISBN 978-3-8445-1010-2) hr
- 2013: Die Schutzbefohlenen; A: Elfriede Jelinek (R) BR
- 2013: Johann Holtrop, dramatisierte Lesung von Rainald Goetz, CD: intermedium rec., ISBN 978-3-943157-58-1. Online im BR Hörspielpool: Teil 1, Teil 2.
- 2014: Bastian Pastewka und Komplizen in „Paul Temple und der Fall Gregory“; A: Bastian Pastewka und Leonhard Koppelmann nach dem gleichnamigen Hörspiel von Francis Durbridge (2 Teile) (R) (CD: der Hörverlag, ISBN 978-3-8445-1718-7) WDR/SWR
- 2015: Die Wahrheit über den Fall Harry Quebert; A: Joël Dicker (3 Teile) (BEA, R) NDR
- 2015: Das schweigende Mädchen; A: Elfriede Jelinek (4 Teile) (BEA, R). Mit: Brigitte Hobmeier, Stefan Hunstein, Jonas Minthe, Wolfgang Pregler, Johannes Silberschneider, Edmund Telgenkämper, Stefan Wilkening, Elfriede Jelinek / Komposition: Georg Zeitblom / Regie: Leonhard Koppelmann. BR
- 2015: Unterwerfung; A: Michel Houellebecq (2 Teile) (BEA, R) (CD: Der Audio Verlag, ISBN 978-3-86231-596-3) SWR
- 2016: Die Erfindung der Roten Armee Fraktion durch einen manisch-depressiven Teenager im Sommer 1969*; A: Frank Witzel (BEA, R) (CD) BR
- 2016: Manhattan Transfer (6 Teile); A: John Dos Passos (BEA, R) (CD) SWR/DLF
- 2017: Gold. Revue*; A: Jan Wagner (R) (CD) DLF/SAR
- 2017 Tonio Kröger ; A: Thomas Mann, mit Senta Berger, Axel Milberg, Sabin Tambrea, Henrik Albrecht, Andrea Kim, Peter Zelienka, Florian Fischer, ISBN 978-3-8445-2701-8
- 2017: Königreich der Dämmerung (2 Teile) ; A: Steven Uhly WDR/SWR
- 2018: Schlachthof 5 oder Der Kinderkreuzzug (2 Teile); A: Kurt Vonnegut (R) SWR
- 2019: Leb wohl, Berlin (3 Teile); A: Christopher Isherwood (R) (CD) hr
- 2019: Die Sprache der Gewalt – Deutsche Bank/Herrhausen/RAF; Dramaturgie u. Regie: Leonhard Koppelmann; Produktion: HR[1]
- 2021: Bookpink; A: Caren Jeß, (BEA, R), Produktion: SWR, 97 Min., Ursendung am 1. Mai 2021.[2]
- 2021: Der zweite Schlaf (12 Teile); A; Robert Harris